# 目白花子
目白 花子（めじろ はなこ）は、日本の女性漫画家・元同人作家である。専門は少女漫画・青年漫画・女性漫画。

## 概略
千葉県出身。日本女子大学文学部卒。
大学在学中に同人作家となり、学友の高橋留美子と漫画研究会「（没）」を結成、会誌 『びびっと』上で作品を発表。
大学在学中に講談社の少年漫画新雑誌にスカウトされ、柴門ふみ、寺島令子などと共にデビュー。
その後『mimi』に投稿して、1981年（昭和56年）、漫画『愛しているといってくれ』で漫画家デビューし直した。
作品は、講談社、小学館、集英社などの女性誌、青年誌で執筆している。ペンネームの「目白」は、出身大学の所在地に因む。

## 作品リスト
- 愛しているといってくれ（1981年、講談社、mimiDX 夏の号）
- ハートブレークなんて へっちゃらさ（1982年、講談社、mimiDX 2月号）
- ワンモア・バレンタイン（1982年、講談社、mimiDX 4月号）
- 気まぐれクレージー･ロード（1982年、講談社、mimiDX 8月号）
- 泣くな! キンコンカン（1982年、講談社、mimiDX 9月号）
- 初恋気分で追っかけて（1982年、講談社、mimiDX 10月号）
- おかまの一徹スペシャル（1983年、講談社、mimi DX 8,10,12月号、1984年 mimi DX 2,4月号）
- 天国まで何マイル?（1984年、講談社、Fortnightly mimi No.17）
- TAIKOキラキラシーズン（1984年、講談社、Fortnightly mimi No.8,10,12）
- 青いトマトを食べないで（1985年、講談社、Fortnightly mimi No.4）
- 天使のアッパーカット（1986年、講談社、Fortnightly mimi No.2-6,11,12,13,15-20）
- 東京バンパイヤ（1987年、講談社、コミックモーニング パーティ増刊）
- 小麦色の夏たち 1983（1987年、講談社、Fortnightly mimi No.15）
- 小麦色の夏たち 1984（1987年、講談社、Fortnightly mimi No.20）
- 小麦色の夏たち 1985（1987年、講談社、Fortnightly mimi No.22）
- 小麦色の夏たち 1986（1987年、講談社、Fortnightly mimi No.24）
- 小麦色の夏たち FOREVER（1988年、講談社、Fortnightly mimi No.4）
- ハッピーエンドかもしれない（1989年、集英社、OFFICE YOU）
- 彼女たちの神話（1994年-1995年、祥伝社、フィールヤング）
- 誰も知らない夜（1994年、小学館、ビッグコミックオリジナル増刊）
- ニュースの女（ひと）（1996年、集英社、Amiジュール）
- 変身OLアラシ（1996年、祥伝社、フィールヤング）
- お金のモンダイ
- 恋の山手線
- 月岡脳髄研究所